# Stichting Pensioenfonds voor Personeelsdiensten
Het StiPP Pensioenfonds voor Personeelsdiensten is een Nederlands pensioenfonds voor medewerkers in de branche voor personeelsdiensten, met name uitzendkrachten, gedetacheerden.
Het pensioenfonds wordt beheerd door het bestuur van de Stichting Pensioenfonds voor Personeelsdiensten (StiPP). Vanaf 1 januari 2004 zijn alle uitzendbureaus, detacheringsbureaus in Nederland verplicht zich bij StiPP aan te sluiten. Tot 31 december 2003 waren alleen uitzendbureaus die lid zijn van de Algemene Bond voor Uitzendondernemingen (ABU) verplicht aangesloten.
Het bestuur van StiPP wordt gevormd door een vertegenwoordiger namens de gepensioneerden en vertegenwoordigers van de ABU, de Nederlandse Bond van Bemiddelings- en Uitzendondernemingen, FNV Bondgenoten, De Unie en de CNV Dienstenbond. 
StiPP biedt een pensioenregeling volgens het beschikbare-premiesysteem aan. De administratie is uitbesteed aan PGGM.